# Самотвур
Самотвур (пол. Samotwór, нім. Romberg) — село в Польщі, у гміні Конти-Вроцлавські Вроцлавського повіту Нижньосілезького воєводства.
Населення — 241 особа (2011).
У 1975-1998 роках село належало до Вроцлавського воєводства.

## Демографія
Демографічна структура станом на 31 березня 2011 року:
|          | Загалом | Допрацездатний вік | Працездатний вік | Постпрацездатний вік |
| -------- | ------- | ------------------ | ---------------- | -------------------- |
| Чоловіки | 121     | 19                 | 94               | 8                    |
| Жінки    | 120     | 19                 | 74               | 27                   |
| Разом    | 241     | 38                 | 168              | 35                   |